# 阿尔索奈
阿尔索奈（法語：Arçonnay，法語發音：[aʁsɔnɛ]）是法国萨尔特省的一个市镇，属于马梅尔斯区。

## 地理
阿尔索奈（48°23'44"N, 0°5'11"E）面积7.85 平方千米，位于法国卢瓦尔河地区大区萨尔特省，该省份为法国西北部内陆省份，北起顺时针与奥恩省、厄尔-卢瓦省、卢瓦-谢尔省、安德尔-卢瓦尔省、曼恩-卢瓦尔省和马耶讷省接壤，是法国大西部的入口，连接卢瓦尔河谷、布列塔尼和巴黎盆地。
与阿尔索奈接壤的市镇（或旧市镇、城区）包括：圣日耳曼-迪科尔贝伊、阿朗松、埃卢、尚弗勒尔。

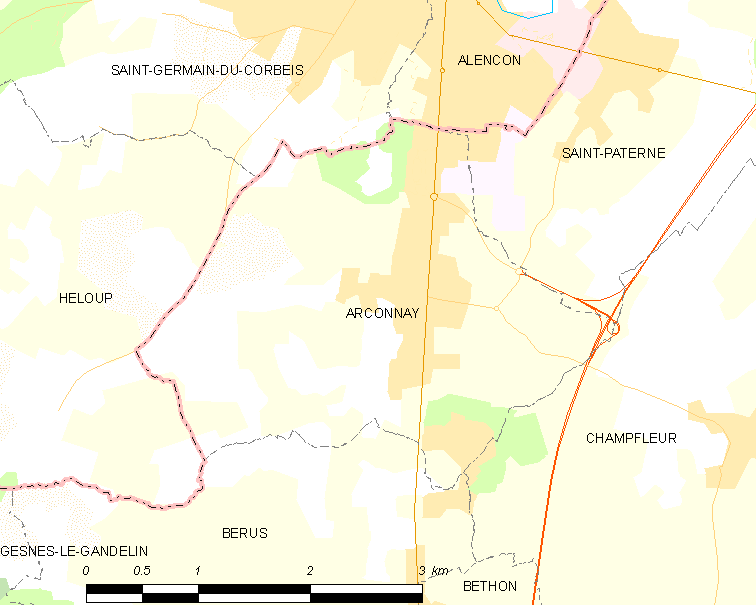
阿尔索奈的OSM定位图

阿尔索奈的时区为UTC+01:00、UTC+02:00（夏令时）。

## 行政
阿尔索奈的邮政编码为72610，INSEE市镇编码为72006。

## 政治
阿尔索奈所属的省级选区为马梅尔斯县。

## 人口

1962-2008年间阿尔索奈人口变化图示

阿尔索奈于2022年1月1日时的人口数量为1897人。